# Æthelbert II de Kent
Æthelbert II va ser rei de Kent entre l'any 725 i el 762, després de la mort del seu pare, el rei Wihtred de Kent, el qual va deixar el reialme als seus tres fills. Dels seus germans, Eadberht i Aldric, només es conserven documents del primer, que sembla que era el segon i que va ser un col·laborador d'Æthelbert.
Eadberht I va morir el 748, i des de llavors el govern el va assumir Æthelbert II, amb la col·laboració del seu nebot Eardwulf.
Va morir l'any 762, encara que en la Crònica anglosaxona consta l'any 760 a causa d'errors de càlcul. Sembla que va tenir un fill anomenat Eadberht II.
Se'n conserven diverses cartes de donacions amb el seu nom. Una és d'abans de la seva ascensió al tron, datada l'11 de juliol del 724, en què signava com a testimoni. Com a rei n'hi ha tres, més una que confirma una carta del seu germà Eadberth I i una altra en què fa de testimoni del seu nebot Eardwulf.
Durant la darrera meitat del seu regnat, Kent va ser un regne controlat per Mèrcia, encara que ell va conservar el títol reial.